# Иван Шалев
Иван Димитров Шалев е български юрист и публицист, концлагерист след Деветосептемврийския преврат, член на Македонския научен институт и на Съюза на репресираните.

## Биография
Роден е на 23 октомври 1923 година в Скопие, тогава в Кралството на сърби, хървати и словенци. Баща му Димитър Шалев е кмет на града и в този период, когато сръбската политика е да не остане нито един жив българин в т.нар. Вардарска бановина, ако не се признае за „южносърбианин“, той се стреми да се противопоставя с легални средства. По линия на майка си, Живка Джамджиева, Иван Шалев е потомък на Велчо Атанасов, предводителя на Велчовата завера.
След затвор и политически процес срещу баща му с искане за смъртна присъда семейството успява да се спаси в Швейцария. Там от 1930 до 1934 година Иван Шалев учи във френско училище; това му помага по-късно, след години репресии, да се издържа с преводи от френски. През 1934 година се завръщат в София.
След Деветосептемврийския преврат Иван и Димитър Шалеви отказват да влязат в Отечествения фронт. Противопоставят се на политиката на комунистите за македонизация и при преброяването през декември 1946 година всички от семейството отказват да се впишат като македонци.
Иван Шалев завършва право в Софийския университет, но без положен държавен изпит. Арестуван е на 2 юли 1949 година, след обявяването на смъртта на Георги Димитров – един от партидата арестувани, известна като „знаяли – не плакали“, т.е. знаели, че комунистическият лидер е умрял, но не плакали. Без обяснения е изпратен в лагера „Богданов дол“, а след това в „Белене“, „Ножарево“, „Заград“, „Главиница“, „Куфалджа“. След освобождаването си опитва да избяга в чужбина, но не успява. Препитава се с тежък физически труд: миньор, изкопчия, бетонджия. През 1959 година се явява на конкурс за преводач към международния отдел на БАН, спечелва го, но след проверка на досието му следва отказ за назначение. Среща с Тодор Павлов (председателя на БАН) обаче води до назначаването му въпреки забраната на ДС. В момента, в който Павлов престава да е председател (1962), следва предложение за сътрудничество на ДС и след отказа му – уволнение. На работа го взима директорът на Центъра по химия на БАН проф. Богдан Куртев, от видно комунистическо семейство, който пет пъти успява да се противопостави на ДС.
След падането на комунистическия режим през 1989 година Иван Шалев, с разкази и публикации, разкрива истината за положението в българските лагери, в шест от които е лежал. Стреми се да обясни пред българската и световната преса жестокостта на тукашния режим и да опровергае впечатлението, че българите са били верни сателити на Съветския съюз. Сочи, че България е избрана за първата държава за износ на революция веднага след 1919 година, базирайки се на пробива при Добро поле (1919), септемврийското въстание (1923), атентата в църквата „Света Неделя“ и подготовката за гражданска война в 1925 година, партизанското движение. България, според него, успешно е устояла на тази агресия почти до края на войната, а Съветският съюз отмъщава именно за нейната съпротива.
След промените през 1989 година Иван Шалев се включва активно в дейността на ВМРО-СМД, като е избран за член на Изпълнителния комитет на организацията. Член е на Съюза на репресираните и на Македонския научен институт.